# Ted Kaufman
Edward E. (Ted) Kaufman (Philadelphia (Pennsylvania), 15 maart 1939) is een Amerikaans politicus van de Democratische Partij. Hij was senator voor Delaware in 2009 en 2010 als tijdelijke opvolger van Joe Biden die vicepresident van de Verenigde Staten werd. Hij was geen kandidaat om de zetel te behouden en werd opgevolgd door partijgenoot Chris Coons.
Kaufman studeerde aan de Duke University en haalde daar een bachelor Werktuigbouwkunde. Een master in Bedrijfswetenschappen haalde hij aan Wharton School. Samen met zijn vrouw Lynne heeft hij drie dochters.

## Politieke carrière
Nadat hij meegeholpen had aan diverse Democratische verkiezingscampagnes raakte hij in 1972 betrokken bij de campagne van Joe Biden voor een Senaatszetel. Na diens verkiezing kreeg Kaufman een baan aangeboden door Biden. Hij was onder andere negentien jaar Chief of Staff. In 1991 begon hij les te geven op Duke University. In 1995 werd Kaufman door president Bill Clinton benoemd als hoofd van de publieke omroep. Hij vervulde deze functie tot november 2008.
Op 24 november 2008 maakte Ann Minner, gouverneur van Delaware bekend dat zij Kaufman voordroeg om de Senaatszetel over te nemen van Joe Biden, die net gekozen was als vicepresident. Kaufman accepteerde de voordracht, maar gaf ook aan zich bij de speciale verkiezingen in 2010 niet verkiesbaar te stellen. In de Senaat zette de senator zich onder andere in voor maatregelen die het vertrouwen in de economie moeten herstellen. Zo kwam hij met een wetsvoorstel waardoor fraude nog beter aan te pakken was. Ook steunde hij een wet waarbij er voor een periode van vijf jaar jaarlijks anderhalf miljard dollar aan Pakistan beschikbaar wordt gesteld om haar economie te verbeteren.
Kaufman werd in 2020 hoofd van het transitieteam dat het presidentschap van Joe Biden moet voorbereiden.
- Library of Congress Control Number: no2012104799
- SNAC: w6s28t7r
- Biographical Directory of the United States Congress: K000373
- Virtual International Authority File: 258935256
- WorldCat: E39PBJv8JBQ8MDX8mKWQHXwQv3